# Welterbe im Libanon

Zum Welterbe in Libanon gehören (Stand 2023) sechs UNESCO-Welterbestätten, alle sechs Stätten des Weltkulturerbes. Libanon hat die Welterbekonvention 1983 ratifiziert, die erste Welterbestätte wurde 1984 in die Welterbeliste aufgenommen. Die bislang letzte Welterbestätte in Libanon wurde 2023 eingetragen und eine Stätte befindet sich auf der Liste des gefährdeten Welterbes.

## Welterbestätten
Die folgende Tabelle listet die UNESCO-Welterbestätten in Libanon in chronologischer Reihenfolge nach dem Jahr ihrer Aufnahme in die Welterbeliste (K – Kulturerbe, N – Naturerbe, K/N – gemischt, (G) – auf der Liste des gefährdeten Welterbes).
| Bild                                                                         | Bezeichnung                                                                  | Jahr | Typ   | Ref. | Beschreibung |
| ---------------------------------------------------------------------------- | ---------------------------------------------------------------------------- | ---- | ----- | ---- | --- |
| (weitere Bilder)                                                             | Anjar (Lage)                                                                 | 1984 | K     | 293  | Ruinen einer die von Kalif Al-Walid I. zu Beginn des 8. Jahrhunderts gegründeten, aber unvollendet gebliebenen Stadt |
| Baalbek                                                                      | Baalbek (Lage)                                                               | 1984 | K     | 294  | |
| Byblos                                                                       | Byblos (Lage)                                                                | 1984 | K     | 295  | |
| Tyros                                                                        | Tyros (Lage)                                                                 | 1984 | K     | 299  | |
| Wadi Qadisha (Heiliges Tal) und Wald der Zedern des Herrn (Horsh Arz el-Rab) | Wadi Qadisha (Heiliges Tal) und Wald der Zedern des Herrn (Horsh Arz el-Rab) | 1998 | K     | 850  | umfasst das Wadi Qadischa, das Flussbett des heiligen Flusses Qadischa mit seinen Klöstern, und die Waldbestände der auf dem östlich des Tals liegenden Berg Makmel zwischen 1900 und 2050 Meter Höhe wachsenden Zedern des Herrn.                   |
| Internationale Messe „Raschid Karami“ in Tripoli                             | Internationale Messe „Raschid Karami“ in Tripoli (Lage)                      | 2023 | K (G) | 1702 | Die Internationale Messe von Tripoli war eins der Vorzeigeprojekte der libanesischen Modernisierungspolitik in den 1960er Jahren. Sie wurde zwischen 1962 und 1967, in Zusammenarbeit mit dem brasilianischen Architekten Oscar Niemeyer, entworfen. |

## Tentativliste
In der Tentativliste sind die Stätten eingetragen, die für eine Nominierung zur Aufnahme in die Welterbeliste vorgesehen sind.

### Aktuelle Welterbekandidaten
Mit Stand 2023 sind neun Stätten in der Tentativliste von Libanon eingetragen, eine Überarbeitung der Tentativliste erfolgte 2019. Die folgende Tabelle listet die Stätten in chronologischer Reihenfolge nach dem Jahr ihrer Aufnahme in die Tentativliste.
| Bild | Bezeichnung | Jahr | Typ | Ref. | Beschreibung                                                                                             |
| --- | --- | ---- | --- | ---- | --- |
| (weitere Bilder) | Historisches Zentrum von Saidā (Lage) | 2019 | K   | 6434 | Stand bereits seit 1996 auf der Tentativliste.                                                           |
| Historisches Zentrum von Tripoli/Mina | Historisches Zentrum von Tripoli/Mina | 2019 | K   | 6436 | Stand bereits auf der Tentativliste seit 1996                                                            |
| (weitere Bilder) | Historisches Zentrum von Batrun (Lage) | 2019 | K   | 6428 | Stand bereits auf der Tentativliste seit 1996                                                            |
| Tempel von Eschmun | Tempel von Eschmun (Lage) | 2019 | K   | 6429 | Stand bereits auf der Tentativliste seit 1996                                                            |
| | Ensemble historischer Monumente und Naturstätten im Dorf Menjez | 2019 | K/N | 6430 | |
| Archäologische Stätten von Nahr el-Kelb | Archäologische Stätten von Nahr el-Kelb | 2019 | K   | 6433 | Seit 1996 stand das gesamte Tal-Ensemble auf der Tentativliste, nun nur noch die archäologischen Stätten |
| Ras al-Qalaat Landzunge / Ras Al Natour Landzunge / Ras el-Mlelih Landzunge | Ras al-Qalaat Landzunge / Ras Al Natour Landzunge / Ras el-Mlelih Landzunge (Lage) | 2019 | K   | 6438 | |
| Heiliger Berg von Hermon und assoziierte kulturelle Stätten | Heiliger Berg von Hermon und assoziierte kulturelle Stätten (Lage) | 2019 | K   | 6432 | |
| Die Burgen von Dschabal Amil: Qalaat Al Chakif (Burg Beaufort), Qalaat Tibnin (Burg Toron), Qalaat Chakra (Burg Dubieh), Qalaat Deir kifa (Burg Maron), Burj Al Naoqoura (Naqoura Turm) | Die Burgen von Dschabal Amil: Qalaat Al Chakif (Burg Beaufort), Qalaat Tibnin (Burg Toron), Qalaat Chakra (Burg Dubieh), Qalaat Deir kifa (Burg Maron), Burj Al Naoqoura (Naqoura Turm) | 2019 | K   | 6435 | Qalaat Al Chakif, Qalaat Tibnin, Qalaat Chakra, Qalaat Deir kifa und Burj Al Naoqoura                    |

### Ehemalige Welterbekandidaten
Diese Stätten standen früher auf der Tentativliste, wurden jedoch wieder zurückgezogen oder von der UNESCO abgelehnt. Stätten, die in anderen Einträgen auf der Tentativliste enthalten oder Bestandteile von Welterbestätten sind, werden hier nicht berücksichtigt.
| Bild | Bezeichnung | Jahr      | Typ | Ref. | Beschreibung |
| --- | --- | --------- | --- | ---- | --- |
| Dair al-Qamar und Beit ed-Din                                                                                        | Dair al-Qamar und Beit ed-Din                                                                                        | 1984–1984 | K   |      | die Ortschaften Dair al-Qamar und Beit ed-Din 1984 abgelehnt |
| Ensemble von Naturstätten der Quelle und des Tals des Orontes mit den dort befindlichen Monumenten                   | Ensemble von Naturstätten der Quelle und des Tals des Orontes mit den dort befindlichen Monumenten                   | 1996–2019 | K   | 403  | Maroun Kathedrale, Hermel Pyramide, Aquädukt von Zenobia, Mosaike von Ras Baalbeck und Nabha und Stelen und Mosaike von Brissa, 2019 von der Tentativliste gestrichen |
| Ensemble von Naturstätten des Tals von Nahr Ibrahim mit den dort befindlichen Monumenten und archäologischen Stätten | Ensemble von Naturstätten des Tals von Nahr Ibrahim mit den dort befindlichen Monumenten und archäologischen Stätten | 1996–2019 | K   | 404  | |
| Ensemble von Naturstätten des Tals von Nahr al-Kalb mit den dort befindlichen Monumenten und archäologischen Stätten | Ensemble von Naturstätten des Tals von Nahr al-Kalb mit den dort befindlichen Monumenten und archäologischen Stätten | 1996–2019 | K   | 405  | Archäologische Stätten stehen weiterhin auf der Tentativliste |
| Ensemble von Naturstätten der Region Chouf mit den dort befindlichen Monumenten und archäologischen Stätten          | Ensemble von Naturstätten der Region Chouf mit den dort befindlichen Monumenten und archäologischen Stätten          | 1996–2019 | K   | 406  | |
| Naturpark Palmeninsel                                                                                                | Naturpark Palmeninsel (Lage)                                                                                         | 1996–2019 | N   | 407  | umfasst die Palmeninsel im Mittelmeer nordwestlich der Stadt El Mina sowie die benachbarten Inseln Sanani Island und Ramkeen Island.                                  |